# Oxalufã
Oxalufã (em iorubá: Òṣàlùfàn) ou Oxalufom (em iorubá: Òsàlúfón), Orixá africano cultuado em todo o Brasil por todas as religiões afro-brasileiras, identificado no jogo do merindilogum pelo odu ofum ou ejiocô e representado materialmente e imaterial pelo candomblé, através do assentamento sagrado denominado ibá de Oxalufã.
Considerado um Oxalá muito velho, curvado pelos anos, que anda com dificuldade e hesitação, como se estivesse atacado pelo reumatismo. Ele apoia seus passos cambaleantes sobre um paxorô (ou opaxorô, ou ainda em iorubá, Opá Oşòró), grande bastão de metal branco, encimado pela imagem de um pássaro e ornado por discos de metal e pequenos sinos. Considerado como o Orixá da Paz, da paciência, tudo que se refere à Oxalá é ligado a calma e a tranquilidade. Sua cor é o branco e seus filhos não podem usar roupa preta, vermelha e tons escuros. Seu dia da semana é a sexta-feira, e por respeito ao pai mais velho, todo povo-de-santo usa branco nesse dia. Sua dança é lenta como o passo do Ibim.

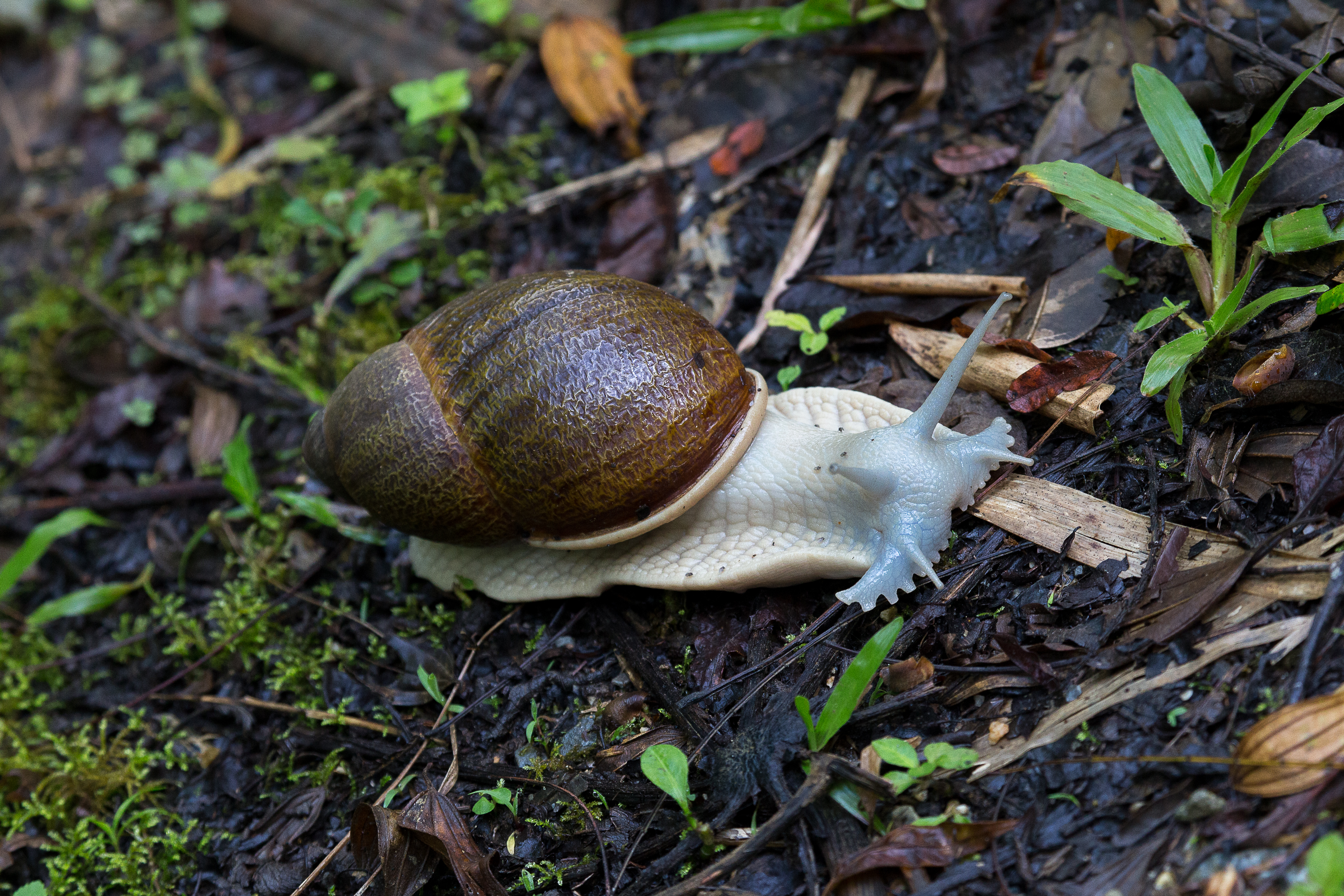
Caramujo - Ibim

O Ibim, que é chamado o boi de Oxalá, é sua oferenda favorita juntamente com o Ebô. E Ibim também é o nome do toque dedicado à Oxalá. E as Águas de Oxalá é a sua principal festa realizada sempre no mês de janeiro nas principais casas tradicionais da Bahia.

## África
Orixá Olufom (Orìşà Olúfón; Senhor da cidade de Ifom Omima e Ifom Oxum), segundo relato de Pierre Verger, na África é velho e sábio, cujo templo fica em Ifom, pouco distante de Oxobô. Seu culto permanece ainda relativamente bem preservado nessa cidade tranquila, que se caracteriza pela presença de numerosos templos, igrejas católicas e protestantes e mesquitas que atraem, todas elas, aos domingos e sextas-feiras, grande número de fiéis de múltiplas formas de monoteísmos importados de outros países. Em contraste com essa afluência, o dia da semana iorubá consagrado a Orixanlá só interessa atualmente a pouca gente. Exatamente um pequeno núcleo de seis sacerdotes, os Ìwèfà méfà (Ajé, Auá, Olpuim, Bobô, Alatá e Ajibodú) ligados ao culto de Orixá Olufom.

A cerimônia de saudações ao Obá de dezesseis em dezesseis dias pelos iuefás e pelos oloiês chama a atenção pela calma, simplicidade e dignidade. O obá Olufom (também chamado por Obalufom) espera sentado à porta do palácio reservada só para ele e que dá para o pátio. Ele está vestido com um pano e gorro brancos. Os oloiês avançam, vestidos de tecido branco amarrado no ombro esquerdo, e seguram um grande cajado. Aproximam-se do rei, param diante dele, colocam o cajado no chão, tiram o gorro, ficam descalços, desatam o tecido amarram-no à cintura. Com o torso nu em sinal de respeito, ajoelham-se e prostram-se várias vezes, ritmando, com uma voz respeitosa, um pouco grave e abafada, uma série de votos de longa vida, de calma, felicidade, fecundidade para suas mulheres, de prosperidade e proteção contra os elementos adversos e contra as pessoas ruins. Tudo isso é expresso em uma linguagem enfeitada de provérbios e de fórmulas tradicionais. Em seguida os oloiês e os iuefás vão sentar-se de cada lado do rei, trocando saudações, cumprimentos e comentários sobre acontecimentos recentes que interessam à comunidade. A seguir, o rei manda servir-lhes alimentos, dos quais uma parte foi colocada diante do altar de Òsàlúfón, para uma refeição comunitária com o orixá.

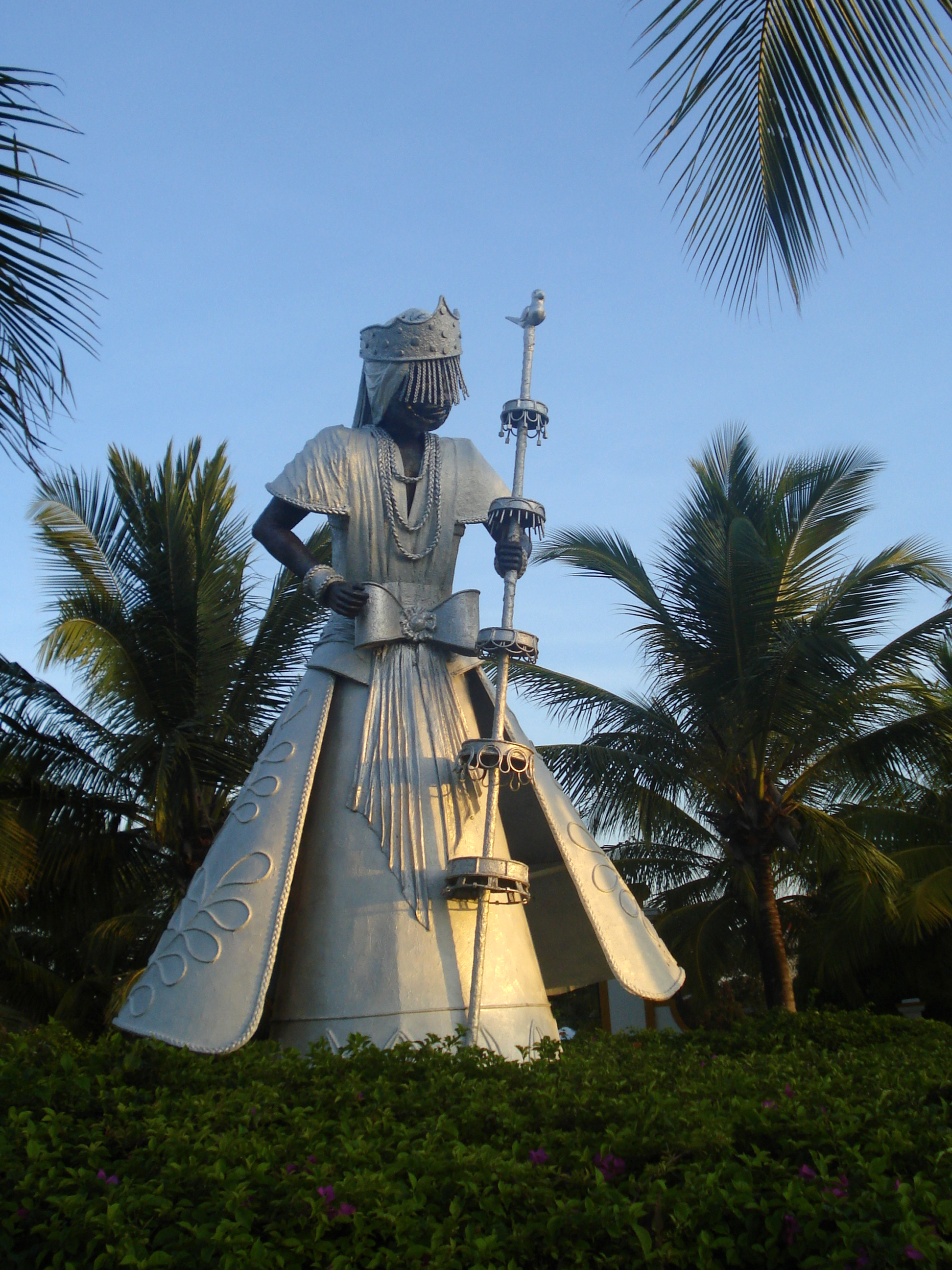
Estatua de Oxalá em Costa do Sauípe, Bahia

## Arquétipo
Seus filhos parecem ter mais idade que possuem, pela entidade ser mais velha. São doces, calmos, andam e falam devagar, parecendo idosos. São boas pessoas e sabem que alimentar ressentimentos só faz mal. Com seu jeito calmo, tentam e às vezes conquistam romances.